# بدل فاقد (فلم)
بدل فاقد فيلم إثارة مصري من إنتاج عام 2009.

## قصة الفيلم
تدور أحداث الفيلم حول توأم فارقت بينهم الأيام حيث نشأ كل واحد منهما في بيئة مختلفة، أحدهما تبنّته راقصة ونشأ في الملاهي الليلية، والآخر تبنّته عائلة طيبة رفيعة المستوى، فيصبح الأول مدمناً للمخدرات والثاني ضابط شرطة. فارس (الضابط) يراقب رجل أعمال هو عزت الحناوي علي حسنين ويفتش كل بضائعه لأنه على يقين بأن عزت الحناوي تاجر مخدرات ويواجه مشكلة مع زوجته رشا مهدي بسبب تأخر الحمل ولكن زوجته تموت في حادث سياره مدبر. في الوقت نفسه يكون نبيل (المدمن) ومي منة شلبي على علاقة ويحقنان أنفسهما بإبر المخدرات وتفاجأ مي بحملها فتقوم بإخبار نبيل فتقرر هي ونبيل إجهاض الحمل لكن يحول الأمر دون ذلك. وسط صراع فارس مع خداش محمد لطفي يأتي نبيل ليجد مي تحت تهديد السلاح من قبل خداش فيهدده بالسلاح ليتركها. أخذ خداش المسدس بهدف قتل فارس فيصاب نبيل بالرصاصة وينتهي الفيلم بموت نبيل وبزواج فارس من مي على أنه نبيل وبولادة مي وبقرار فارس بأن يعيش على أنه نبيل ويدفن نبيل باسم فارس وكانت هذه كلمات فارس: [ نبيل لازم يعيش عشان عزت يخش السجن.... وعشان ابن اخويا.. ما يبقاش ابن حرام ]
يعتبر أفضل فيلم لأحمد عز ويعتبر أفضل أفلام صيف 2009 بجانب فيلم 1000 مبروك بحسب قاعدة بيانات الأفلام العربية إذا حصل على معدل أصوات 8,3 من 10.

## الممثلون
- أحمد عز في دور فارس -ضابط شرطة- ونبيل -مدمن مخدرات-
- منة شلبي في دور مي -حبيبة نبيل التي تحمل منه ومدمنة مخدرات-
- محمد لطفي في دور -خداش-
- أحمد فؤاد سليم في دور -اللواء محسن-
- عايدة رياض في دور -الراقصة قمر ام نبيل-
- رشا مهدي في دور -حبيبه زوجة فارس التي تموت في حادث مدبر-
- سوسن بدر في دور -هالة ام فارس-
- علي حسنين في دور -عزت الحناوي والد مي وأكبر تاجر مخدرات في البلد-
- أحمد العواضي في دور يوسف -يوسف الذي مات ودفن في الصحراء
- نضال الشافعي -حامد، ضيف شرف-
- بيومي فؤاد -مدير الملجأ، ضيف شرف-  زهير رمضان في دور المعلم حامد المسكاوي

## روابط خارجية
- مقالات تستعمل روابط فنية بلا صلة مع ويكي بيانات